# 진장구

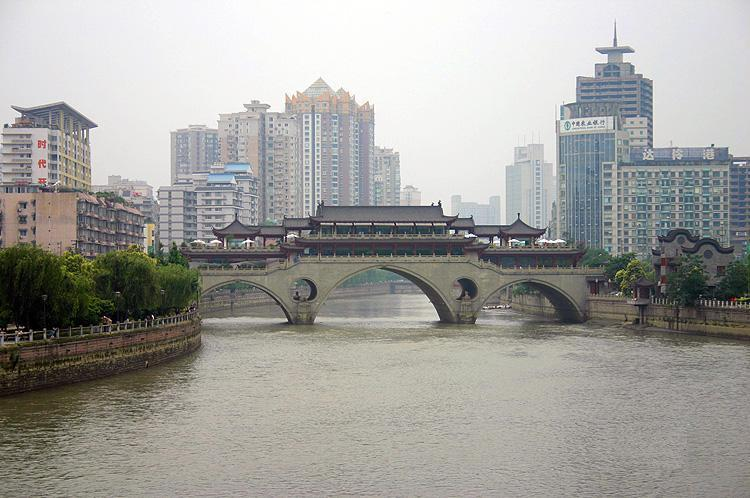

진장구(한국어: 금강구, 중국어: 锦江区, 병음: Jǐnjiāng Qū)는 중화인민공화국 쓰촨성 청두시의 현급 행정구역이다. 넓이는 61km2이고, 인구는 2007년 기준으로 400,000명이다.

## 기후
연평균 기온은 16.2℃이고 연평균 강수량은 800~1000mm이다.

## 행정 구역
16개 가도를 관할한다.
- 가도: 督院街街道, 盐市口街道, 春熙路街道, 书院街街道, 合江亭街道, 水井坊街道, 牛市口街道, 龙舟路街道, 双桂路街道, 莲新街道, 沙河街道, 东光街道, 狮子山街道, 成龙路街道, 柳江街道, 三圣街道.